# 吉延高速公路
吉林－延吉高速公路，简称吉延高速，是组成中国国家高速公路网G12珲乌高速的一部分路段。起点在吉林省吉林市，终点在吉林省延边州延吉市。全线全长约283.92公里，共设10个立交、5个服务区。吉延高速被认为是长春市通往蛟河市、敦化市、延吉市、图们市和珲春口岸的重要通道。

## 建设历史
在吉延高速建设初期，其定位是中华人民共和国五纵七横国道主干线，同江至三亚国道主干线长春至珲春支线的一部分，编号为GZ010-1。不过，中华人民共和国交通部于2005年1月公布新的《国家高速公路网规划》后，五纵七横高速公路线路的编号即告废止，吉延高速被并入G12珲乌高速。吉延高速公路始建于2003年，全线分三段建设，分别为江密峰至黄松甸段、黄松甸至敦化段和敦化至延吉段，后于2008年竣工，总投资约90亿元人民币。吉延高速是吉林省内第一条采用长寿命路面结构的高速公路，沥青路面厚度达到25厘米，也是当时在中国最长的一条采用此种路面结构的高速公路。

## 公路途经
吉延高速公路全长约283.92千米，穿越长白山东部山区，公路海拔高度约200米至600米之间。吉延高速从微丘、重丘逐渐过渡至低山、中山，最后到达延吉盆地，其中穿越了老爷岭、威虎岭和哈尔巴岭。全线共16处隧道、10个立交和5个服务区。

## 沿线风景
吉延高速公路在设计与建设时体现了“以人为本、以环境为本”的宗旨，全线共划设了9个不同特点的景观段。
| 里程   | K26+315—K32    | K32—K77      | K77—K97      | K97—K128     | K128—K172    | K172—K188+727 | K0+500—K32 | K33—K100   | K100—K120            |
| 景观段 | 生态恢复示范段 | 老爷岭景观段 | 拉泥山景观段 | 红叶谷景观段 | 白桦林景观段 | 田园景观段    | 湿地景观段 | 山林景观段 | 朝鲜族民族风情景观段 |